# Bjala palanka
Bjala palanka (bulgariska: Бяла паланка) är ett distrikt i Bulgarien.   Det ligger i kommunen Obsjtina Tvărditsa och regionen Sliven, i den centrala delen av landet, 230 kilometer öster om huvudstaden Sofia.
Omgivningarna runt Bjala palanka är en mosaik av jordbruksmark och naturlig växtlighet. Runt Bjala palanka är det ganska glesbefolkat, med 40 invånare per kvadratkilometer.